# Lettres du Vivant
Les Lettres du Vivant (en arabe : حروف الحي Ḥurúfu'l-Ḥayy) est un titre donné par le Bāb (1819-1850, la « Porte » en arabe) à ses 18 premiers disciples du babisme, entre sa déclaration le 23 mai 1844 et son départ pour La Mecque en octobre 1844.

## Description
Un des titres du Báb est le "Premier Point" (nuqṭiy-i-úlá), à partir duquel apparaissent les "Lettres". Selon la numération abjad, les lettres de l'alphabet arabe ont un équivalent numérique et les lettres ḥá ح et yá ي, contenues en arabe dans l'adjectif "vivant", valent 18. Le Báb nomma aussi ces 18 "Lettres du Vivant", avec lui-même, comme la première "unité/un" (واحد Váḥid) de l'ère babie, dont la valeur numérique est 19. Le mot Váḥid est parfois traduit par Shoghi Effendi comme "un et le même".
On peut voir dans ces 19 personnes l'accomplissement de la prophétie des versets coraniques 74/29-30 sur les "19 anges gardiens de l'enfer", car le Báb écrivit dans son épître au roi de Perse Mohammad Chah Qadjar (1808-1848) :

« Par ma vie ! Si ce n'était l'obligation de reconnaître la cause de celui qui est le Témoignage de Dieu…, Je ne t'aurais pas annoncé ceci… Dieu a daigné mettre dans ma main droite toutes les clefs du Paradis et dans ma main gauche toutes celles de l'enfer… Je suis le Premier Point à partir duquel toute créature a été engendrée. Je suis le visage de Dieu dont le rayonnement ne peut s'affaiblir. La certitude et tous les biens sont la récompense de quiconque me reconnaît, alors que le feu de l'enfer et tous les maux attendent quiconque ne me reconnaît point… Je jure par Dieu, l'Inimitable, l'Incomparable, le Vrai ! Telle est la seule raison pour laquelle Lui - le suprême Témoignage de Dieu - m'a investi de signes évidents : afin que tout homme ait la possibilité de se soumettre à Sa cause. »

Le Báb adressa une lettre de sa propre main à chacune de ces 18 personnes. Dans son émouvante "Épitre aux Lettres du Vivant", il les compare aux apôtres de Jésus et les envoie à travers la Perse pour annoncer son message et la venue d'une nouvelle ère :

« Je vous prépare pour la venue d'un grand Jour. Déployez tous vos efforts afin que dans le monde à venir, moi qui vous instruis aujourd'hui, je puisse, devant le trône de miséricorde divine, me réjouir de vos actes et me glorifier de vos exploits. Nul ne connaît encore le secret du Jour qui doit venir. Il ne peut être divulgué et nul ne peut s'en faire une idée. L'enfant nouveau-né de ce Jour sera plus avancé que les hommes les plus sages et les plus vénérables de notre temps. Le plus humble, le plus ignorant de cette époque-là surpassera en connaissances les théologiens les plus érudits et les plus accomplis de nos jours. Dispersez-vous en tous sens à travers ce pays et, d'un pied ferme, d'un cœur sanctifié, préparez la voie pour Sa venue. »

## Liste des Lettres
La liste de noms ci-dessous est celle donnée par 'Nabíl-i-A'ẓam' dans la "Chronique de Nabil" :
- 1re Lettre : Mullá Hụsayn Bushrú'í (1813-1858) fut un élève shaykhí de Siyyid Káẓim-i-Rashtí (1793-1843), le premier à qui le Báb déclara sa mission à Shíráz le 23 mai 1844, et qu'en cette occasion il surnomma Janáb-i-Bábu'l-Báb ("porte de la Porte"). C'est à lui que le Báb confia la mission de faire lever les "étendards noirs du Khurásán". Il mourut en martyr le 2 février 1849 durant la bataille du fort de Shaykh Ṭabarsí.

- 2e Lettre : Muḥammad-Ḥasan Bushrú'í était le frère de Mullá Ḥusayn. Lui, son fils Muḥammad-Báqir et Mullá Ḥusayn voyagèrent à la recherche du Qá’im jusqu'à Shíráz, où le Báb leur révéla sa mission. Il fut tué durant la bataille du fort de Shaykh Ṭabarsí et les babis le considéraient comme un martyr.

- 3e Lettre : Muḥammad-Báqir Bushrú'í était le neveu de Mullá Ḥusayn. Il accompagna son père Muḥammad-Ḥasan et son oncle Mullá Ḥusayn dans leur recherche du Qá'im'. Il fut tué lui aussi durant la bataille du fort de Shaykh Ṭabarsí et les babis le considéraient comme un martyr.

- 4e Lettre : Mullá `Alí Basṭámí (Moojan Momen a écrit sa biographie).

- 5e Lettre : Mullá Khudá-Bakhsh Qúchání, appelé par la suite Mullá `Alí.

- 6e Lettre : Mullá Ḥasan Bajistání ne fit rien de remarquable en tant que babi et exprima même des doutes sur le message du Báb lors d'une rencontre avec Bahá'u'lláh (1817-1892).

- 7e Lettre : Siyyid Ḥusayn Yazdí fut le secrétaire du Báb lors de son emprisonnement dans les forteresses de Máh-Kú et Čahrīq et reçut les dernières instructions du Báb avant son exécution le 9 juillet 1850 dans la cour de la caserne de Tabriz. Siyyid Ḥusayn Yazdí fut lui-même exécuté à Téhéran en 1852 lors du pogrome anti-babi consécutif à l'attentat contre le roi de Perse Náṣiri'd-Dín-Sháh Qájár (1831-1896).

- 8e Lettre : Mullá Muḥammad Rawḍih-Khán Yazdí

- 9e Lettre : Sa`íd Hindí

- 10e Lettre : Mullá Maḥmúd Khú'í, tué au cours de la bataille de fort de Shaykh Ṭabarsí.

- 11e Lettre : Mullá (`Abdu'l-)Jalíl Urúmí (Urdúbádí)', tué au cours de la bataille du fort de Shaykh Ṭabarsí.

- 12e Lettre : Mullá Aḥmad-i-Ibdál Marághi'í, tué au cours de la bataille du fort de Shaykh Ṭabarsí.

- 13e Lettre : Mullá Báqir Tabrízí survécut aux persécutions contre les babis et reconnut Bahá'u'lláh comme "Celui que Dieu rendra manifeste" annoncé par le Báb. Il fut la première "Lettre" à devenir baha'ie et la dernière des "Lettres" à s'éteindre, à Constantinople vers 1881.

- 14e Lettre : Mullá Yúsúf Ardibílí, tué au cours de la bataille du fort de Shaykh Ṭabarsí et considéré comme martyr par les babis.

- 15e Lettre : Mullá Ḥádí Qazvíní, qui devint par la suite un azali. Qatíl le remplace par Mullá Muḥammad-i-Mayáma'í.

- 16e Lettre : Mullá Muḥammad-`Alí Qazvíní, beau-frère de Ṭáhirih, tué au cours de la bataille du fort de Shaykh Ṭabarsí.

- 17e Lettre : Ṭáhirih ou Jináb-i-Ṭáhirih (arabe : طاهره "La Pure") ou Qurratu'l-'Ayn (arabe : قرة العين "Consolation des yeux") ou Zarrín-Táj furent les titres de estis titoloj de Fáṭimih Baraghání (1817-1852). Cette fille d'un mujtahid (docteur en loi islamique) de Qazvín, fut une poétesse et une théologienne célèbre. Elle ne rencontra jamais le Báb, mais participa à la conférence de Badasht, où elle jeta la confusion en apparaissant publiquement sans voile. Cette ardente militante de l'émancipation féminine fut étranglée en août 1852 lors de le pogrome anti-babi consécutif à l'attentat contre le Sháh de Perse. On rapporte que ses dernières paroles furent : "Vous pouvez peut-être me tuer, mais vous n'arriverez jamais à empêcher l'émancipation des femmes !"[3].

- 18e Lettre : Quddús ou Jináb-i-Quddús (arabe : قدوس) était le titre donné par le Báb à son plus fameux disciple Mullá Muḥammad ‘Alí-i-Bárfurúsh (1820-1849), qui fut un élève shaykhí de Siyyid Káẓim-i-Rashtí. Il rencontra le Báb à Shíráz et l'accompagna dans son pèlerinage à La Mecque et Médine. Il ne se revirent plus après ce voyage. Quddús participa à la conférence de Badasht et commanda ensuite les babis à la bataille du fort de Shaykh Ṭabarsí à partir du 20 octobre 1848. Après la reddition, il fut traîtreusement mis à mort d'une manière horrible le 16 mai 1849 (23e jour de Jamádíyu‘th-Thání 1265 ap.H.). Dans son "épître de toutes nourritures", Bahá'u'lláh lui décerna le titre de "dernier point" (Nuqṭiy-i-Ukhra), ce qui le place au-dessus de tous les autres juste après le Báb sans en faire pour autant une "Manifestation de Dieu".

### Sources officielles bahá'íes
- "La Chronique de Nabíl" (Dawn-Breakers), écrit en persan à la fin du XIXe siècle par Muḥammad-i-Zarandí Nabíl-i-A’ẓam, traduit du persan en anglais par Shoghi Effendi, traduit de l'anglais en français par M.E.B. et édité par la Maison d'éditions baha'ies (Bruxelles 1986), D/1547/1986/6
- "Dieu passe près de nous", écrit par Shoghi Effendi, publié par l’ASN des baha’is de France (Paris 1970)
- Illustrations of The Bab's Tablets to the Letters of the Living
- Épître du Báb aux "Lettres du Vivant"

### Autres
- "The Bahá'í Faith: Its History and Teachings", William McElwee Miller; William Carey Library. (1974)
- (en) Denis MacEoin, « ʿAlī Besṭāmī », dans Encyclopædia Iranica, 1985 (lire en ligne)
- (en) Denis MacEoin, « Bārforūšī, Moḥammad-ʿAlī », dans Encyclopædia Iranica, 1989 (lire en ligne)
- (en) Denis MacEoin, « Bošrūʾī, Mollā Moḥammad-Ḥosayn », dans Encyclopædia Iranica, 1989 (lire en ligne)